# Іркутський трамвай
Іркутський трамвай — діюча трамвайна мережа міста Іркутськ, Росія

## Історія
Перші плани з будівництва трамвая (конки) з'явилися наприкінці ХІХ сторіччя, але цей проєкт не було реалізовано. Перед початком І світової війни розглядався проєкт з будівництва вже мережі електричного трамваю, але завадила війна.
Будівництво першої лінії було розпочато 5 липня 1945. 3 серпня 1947 запущено маршрут № 1 «Вокзал - Центральний ринок» (4-х кілометрова одноколійна лінія). Будівництво велося методом «народного будівництва» - щодня 24 міських підприємства виділяли на будівництво 300-800 чоловік. У будівництві брали участь японські військовополонені.

## Діючі маршрути на 2015 рік
- 1 - Студгородок — ул. Волжская
- 2 - Ж/Д Вокзал — Трампарк

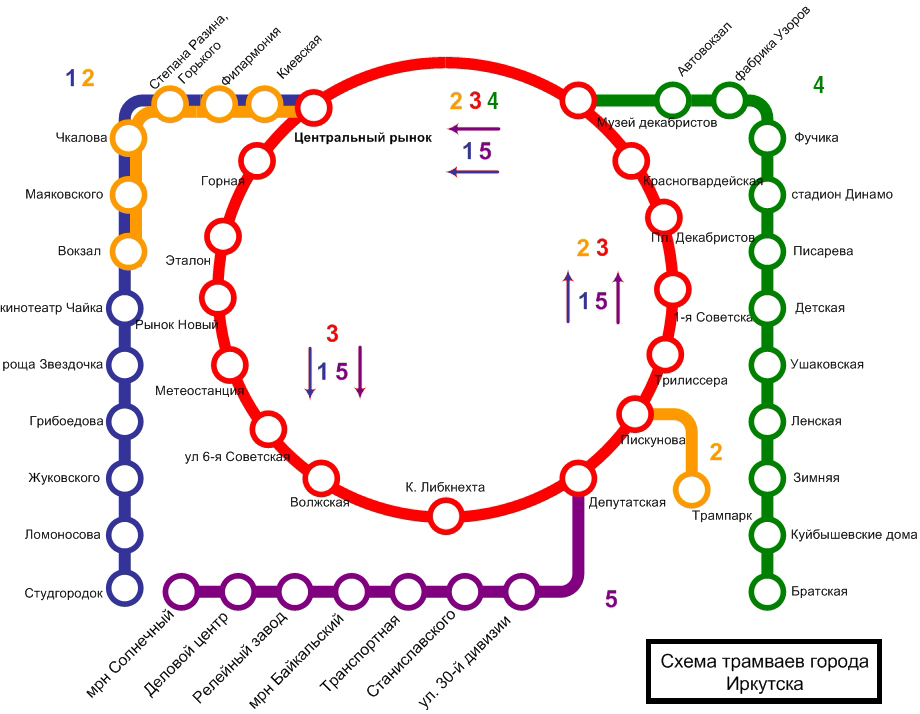
Схема ліній іркутського трамваю

- 3 - ул. Волжская — Ц. рынок (за годинниковою стрілкою)
- 4 - Ц. рынок — ул. Братская (предм. Рабочее)
- 4а - ул. Братская (предм. Рабочее) — Ж/Д Вокзал
- 5 - "м/р Солнечный — Ц.Рынок -  Волжская - м/р Солнечный"
- 6 - "Солнечный – Волжская – Ц.Рынок" (з 2 вересня 2013)

## Рухомий склад
На травень 2022:
| Модель                                | Рік початку експлуатації | Рік завершення експлуатації | Загальна кількість вагонів |
| ------------------------------------- | ------------------------ | --------------------------- | -------------------------- |
| Двовісний вагон Миколаївського заводу | 1949                     | 1960                        | 10 вагонів                 |
| КТМ-1+КТП-1                           | 1949                     | 1975                        | 80 вагонів                 |
| КТМ-2+КТМ-2                           | 1961                     | 1975                        | 40 вагонів                 |
| РВЗ-6, РВЗ-6М                         | 1963                     | 1990                        | 4 вагони, 48 вагонів       |
| РВЗ-6М2                               | 1987                     |                             | 62 вагони, 1 службовий     |
| Tatra T3                              | 1967                     | 1972                        | 30 вагонів                 |
| КТМ-5                                 | 1987                     |                             | 88 вагонів                 |
| КТМ-8                                 | 1992                     |                             | 3 вагони                   |
| 71-619                                | 2004                     |                             | 26 вагонів                 |
| 71-608КМ                              | 2016                     |                             | 8 вагонів                  |
| 71-617                                | 2016                     |                             | 2 вагони                   |

## Ресурси Інтернету
- http://transphoto.ru/
- http://as.baikal.tv/n[недоступне посилання з лютого 2019]